# Yuko Takase
Yuko Takase (高瀬 優孝 Takase Yuko?), född 25 november 1991 i Saitama prefektur, är en japansk fotbollsspelare.
Takase började sin karriär 2014 i Omiya Ardija. 2016 flyttade han till Thespakusatsu Gunma. Han spelade 39 ligamatcher för klubben. 2018 flyttade han till Roasso Kumamoto. Han gick tillbaka till Thespakusatsu Gunma 2020.